# Кеурусселькя (озеро)
Ке́урусселькя (Кеуруселькя, Кеурунселькя; фин. Keurusselkä) — озеро в Центральной Финляндии, находящееся между городами Кеуруу на севере и Мянття на юге. Занимает площадь 117,3 км², имеет среднюю глубину 6,4 м и максимальную глубину 40 м. Поверхность озера расположена на высоте 105,4 м.н.м. Озеро имеет длину 27 км и является частью бассейна реки Кокемяэнйоки.

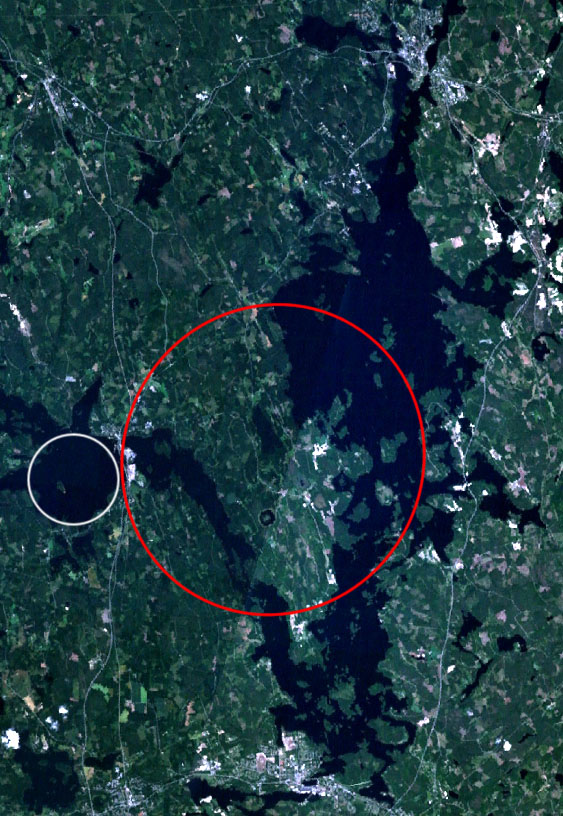
Ударная структура Кеуруселькя отмечена красным эллипсом, предполагаемая ударная структура Уконселькя отмечена белым кружком

Озеро получило международную огласку в 2004 году, когда пара геологов-любителей обнаружили древний метеоритный кратер на западном берегу озера. Кратер получил название Кеурусселькя, как и озеро.

## Экологические проблемы
В 1986 году регион Кеурусселькя был сильно загрязнён радиоактивным цезием (70 кбк/м²) от радиоактивных осадков выброшенных в результате Чернобыльской катастрофы. В 2003 году некоторые рыбы выловленные у города Мянття имели концентрацию цезия в несколько раз выше, чем в окрестностях городов Олкилуото и Ловийса, где расположены атомные электростанции Финляндии. Причиной является разница между поглощением цезия в пресной воде и солоноватой или солёной воде. Однако, уровни концентрации вредных веществ в озере настолько малы, что потребление в пищу выловленной в озере рыбы не сопровождается риском для здоровья.
Также качество воды озера ослаблено наличием в нём гуминовых веществ и местными сбросами канализации. Несмотря на это качество воды в целом хорошее, а в центральной части, озеро находится в почти первозданном состоянии. Озеро является местом для рыбалки, особенно велики популяции щуки и окуня.